# Haveri
Haveri (Kannada: ಹಾವೇರಿ) ist eine Stadt im indischen Bundesstaat Karnataka mit rund 70.000 Einwohnern. Sie ist Verwaltungssitz des gleichnamigen Distrikts.

## Lage
Haveri liegt im nördlichen Zentral-Karnataka ungefähr 325 km (Fahrtstrecke) nordwestlich von Bengaluru und 80 km südlich von Hubballi-Dharwad in einer Höhe von rund 580 m ü. d. M. auf dem Dekkan-Plateau.

## Bevölkerung
Offizielle Bevölkerungsstatistiken werden erst seit 1991 geführt und veröffentlicht. Der städtische Bevölkerungszuwachs beruht im Wesentlichen auf der Zuwanderung aus ländlichen Regionen.
| Jahr      | 1991   | 2001   | 2011   |
| Einwohner | 45.295 | 55.913 | 67.102 |

Ca. 70 % der mehrheitlich Kannada sprechenden Bevölkerung sind Hindus und etwa 27 % sind Moslems; andere Religionen (Jains, Sikhs, Buddhisten, Christen etc.) bilden zahlenmäßig kleine Minderheiten. Der männliche Bevölkerungsanteil ist nur geringfügig höher als der weibliche.

## Wirtschaft
Das Umland ist noch immer agrarisch orientiert, wobei die über Jahrhunderte existierende Selbstversorgungswirtschaft mit dem Aufkommen besserer Transportbedingungen in der 2. Hälfte des 20. Jahrhunderts mehr und mehr durch marktwirtschaftliche Elemente abgelöst wurde. In der Stadt selbst entwickelten sich regionales Handwerk, Kleinhandel und Dienstleistungen aller Art (Gesundheits-, Ausbildungs-, Transportwesen etc.)

## Geschichte
Ort und Tempel gehörten im Mittelalter zur Einflusssphäre der westlichen Chalukya-Dynastie; im 14. Jahrhundert übernahm das Vijayanagar-Reich die Macht, welches von den vereinten Dekkan-Sultanaten in der Schlacht von Talikota (1565) besiegt wurde. Seit dem 18. Jahrhundert kontrollierten die Briten auch den Süden Indiens.

## Sehenswürdigkeiten
- Hauptsehenswürdigkeit der Stadt ist der Siddheshwara-Tempel aus der Chalukya-Zeit des frühen 12. Jahrhunderts. Er ist ausnahmsweise nach Osten, d. h. in Richtung der aufgehenden Sonne gewandt und zeigt bereits alle Elemente, die auch bei den zumeist späteren Hoysala-Tempeln zum Tragen kommen: eine reich gegliederte Cella (garbhagriha) mit Turmaufbau (vimana), ein kleiner Vorraum (antarala oder sukhanasi) sowie eine kleine quergelagerte Vorhalle (mandapa) und eine – wahrscheinlich später – hinzugefügte, im Grundriss nahezu sternförmige große Vorhalle mit breiten Balkonöffnungen. Die Außenwände der Cella sind reich mit Figuren und turmartigen Reliefs geschmückt; die weit geöffnete Vorhalle zeigt außer den gedrechselten und beschnitzten Specksteinsäulen und den reich verzierten Deckenkompartimenten im Innern nur wenig Schmuck. Die eigentliche Cella ist durch ein Steingitter (jali) vom Vorraum abgetrennt.
- Neben dem Tempel steht eine schriftlose spätmittelalterliche Heldenstele (hero stone) mit Shiva-Lingam (oben), sitzendem Jain-Tirthankara (Mitte) und einer Kriegsszene (unten).

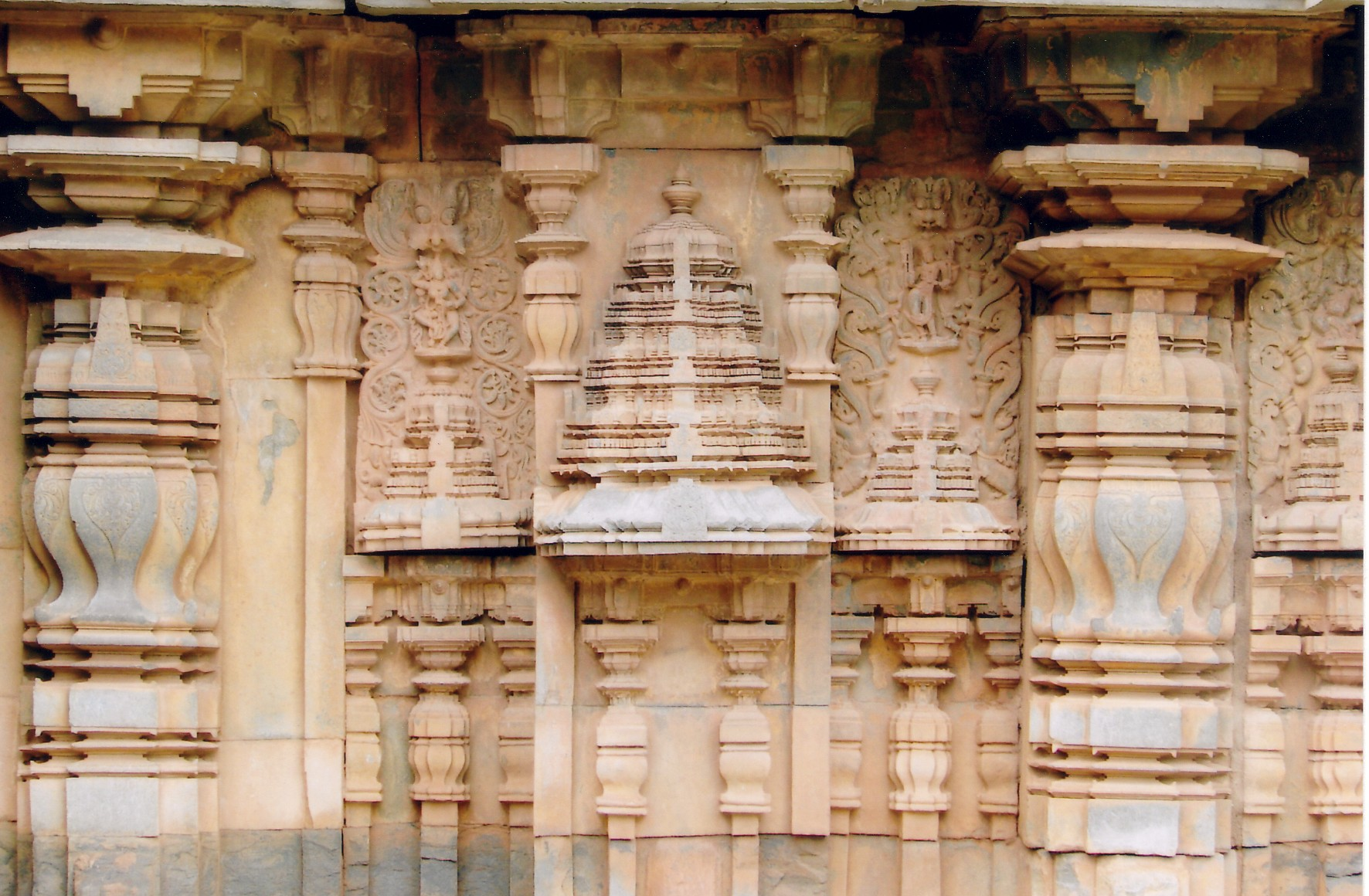
Außenwanddetail mit kirtimukha
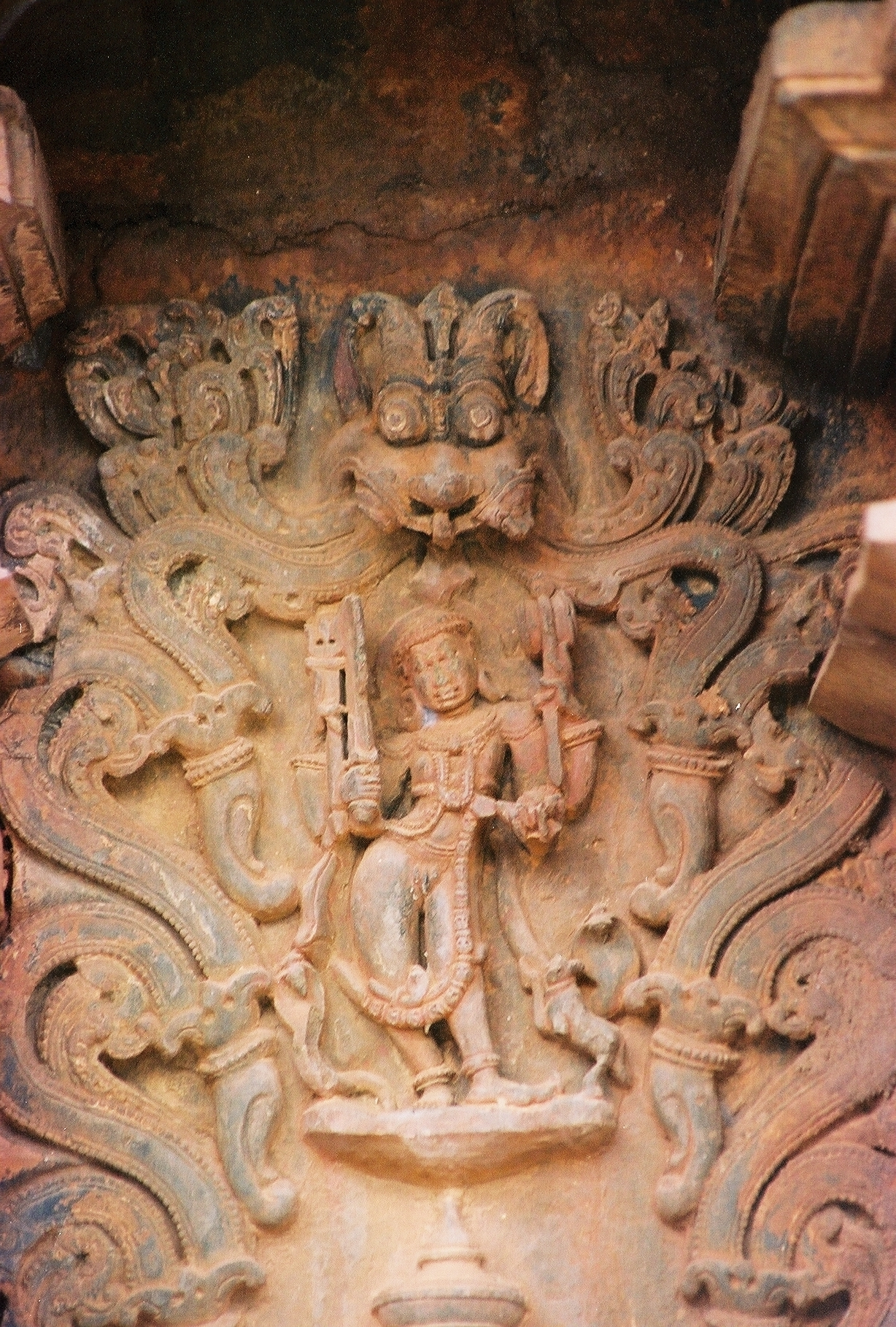
Löwenmonster (kirtimukha)
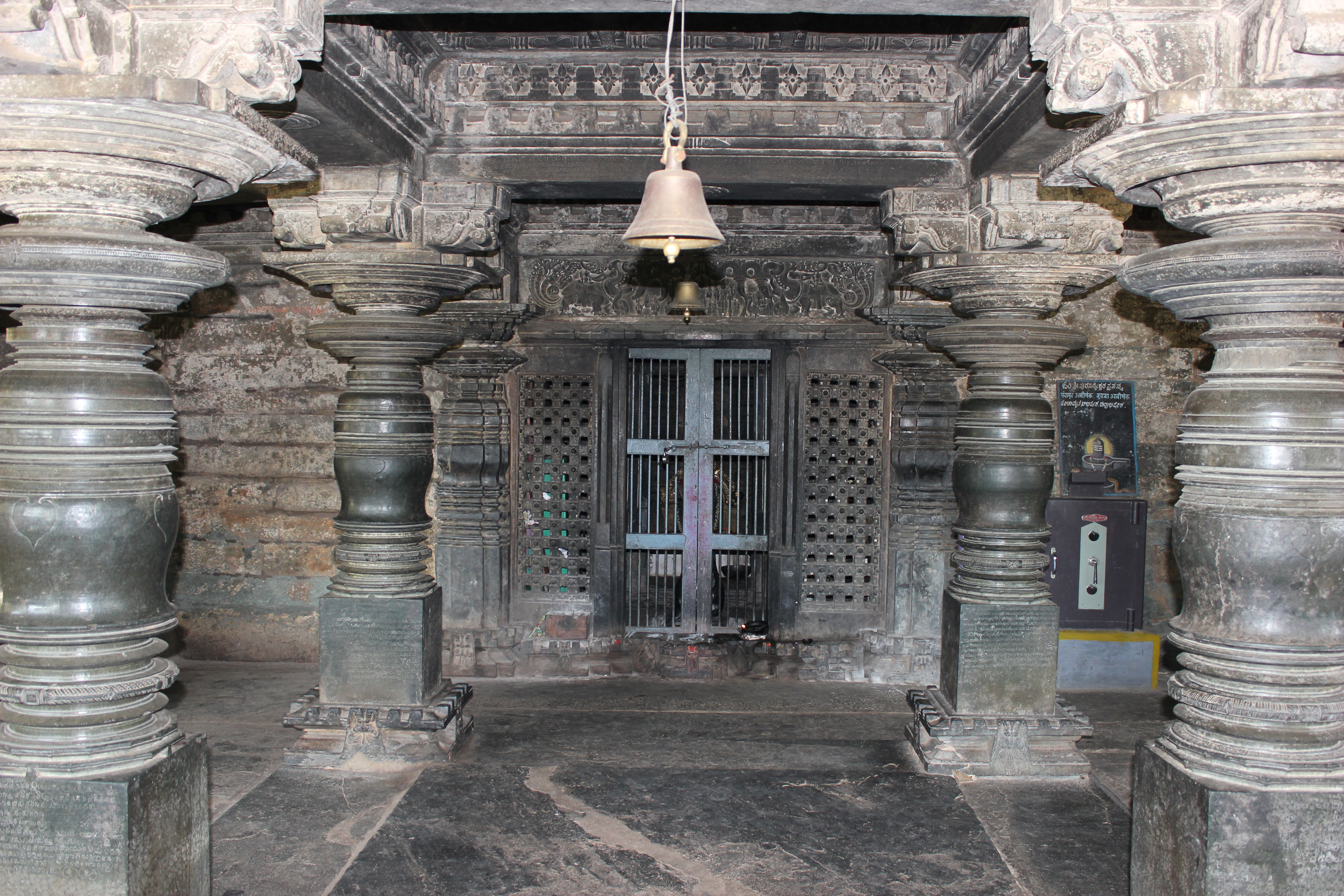
Vorhalle (mandapa)
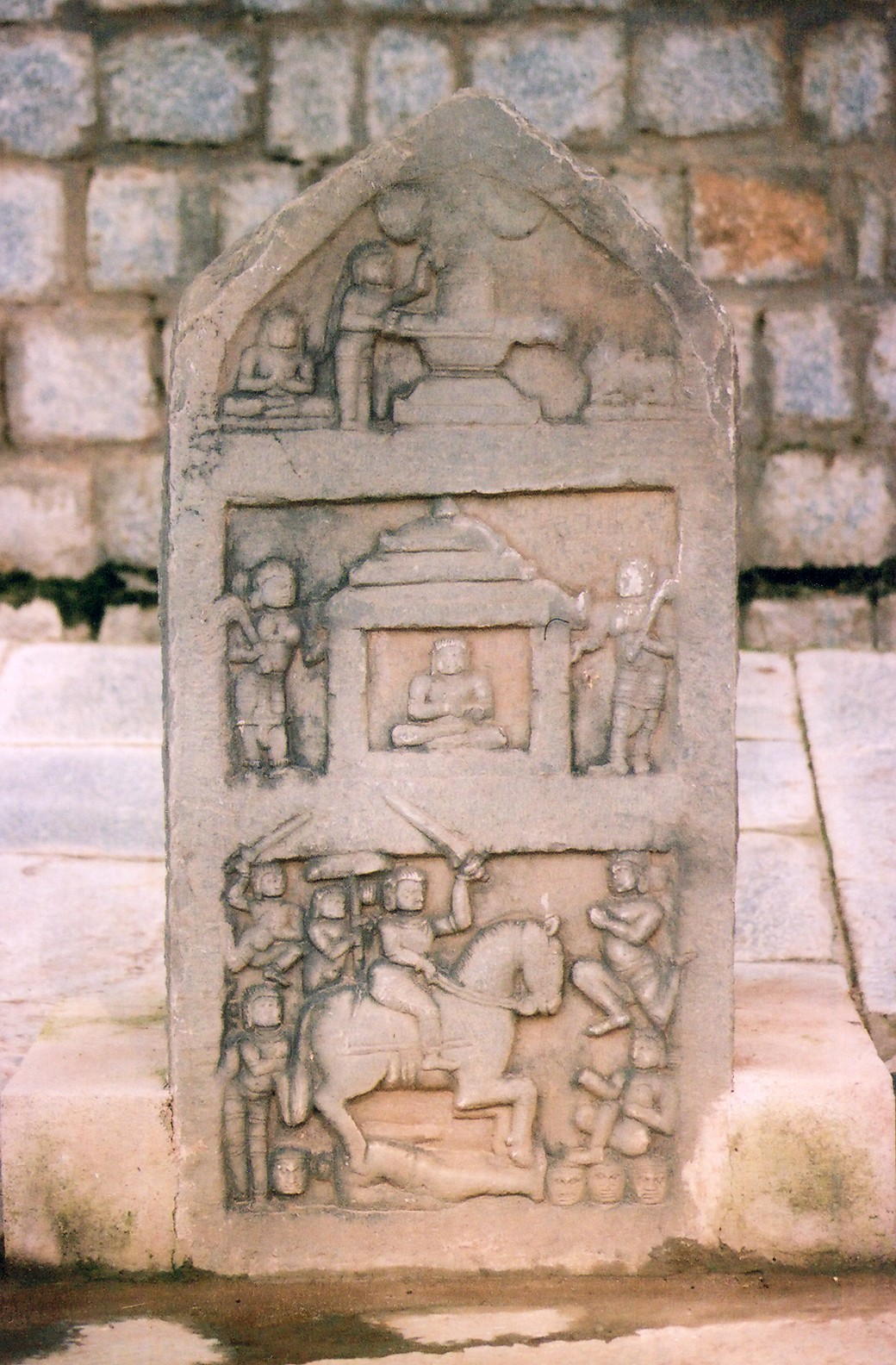
Heldenstele (hero stone)

Umgebung
- Ca. 52 km nordöstlich liegt der Ort Galaganatha mit dem regional bedeutsamen mittelalterlichen Galageshwar-Tempel.